# Edgeworth David
Sir Tannatt William Edgeworth David, conegut com a Edgeworth David, (28 de gener de 1858 - 28 d'agost de 1934) va ser un geòleg i explorador gal·lès a l'Antàrtida. Els èxits més significatius de David van ser descobrir el principal camp de carbó de Hunter Valley a Nova Gal·les del Sud (Austràlia) i dirigir la primera expedició en arribar al pol sud magnètic. També va servir a la Primera Guerra Mundial.

## Primers anys
David va néixer el 28 de gener de 1858 a St. Fagans, a prop de Cardiff, Gal·les, el fill gran del mossèn William David, un membre del Jesus College d'Oxford, erudit clàssic i naturalista i la seva esposa Margaret Harriette (nascuda Thomson). El cosí de la seva mare, William A. E. Ussher, de la Geological Survey, va fer interessar per primera vegada a David en què el havia de ser la dedicació de la seva vida.
A l'edat de 12 anys, David va anar a la Magdalen College School d'Oxford, el 1870. El 1876 va obtenir una beca clàssica al New College d'Oxford, on va ser alumne dels famosos John Ruskin i William Spooner. El 1878 va patir una malaltia i va viatjar al Canadà i Austràlia per recuperar-se. Tornant a Oxford, va assistir a conferències sobre geologia a càrrec de Sir Joseph Prestwich que van estimular el seu interès per la matèria. Després de llicenciar-se en arts el 1880, va dedicar els dos anys següents a l'estudi de camp de la geologia de Gal·les. El novembre de 1881 va llegir el seu primer treball, Evidences of Glacial Action in the Neighborhood of Cardiff, davant la Societat de Naturalistes de Cardiff. L'any següent va estudiar breument a la Royal School of Mines, Londres, amb el professor J.W. Judd, abans d'acceptar el càrrec de geògraf adjunt al Govern de Nova Gal·les del Sud, Austràlia.

## Carrera a Austràlia
David va ocupar el seu càrrec el novembre de 1882. El 1884 es va publicar el seu informe sobre els dipòsits d'estany al districte de Nova Anglaterra (Nova Gal·les del Sud), i tres anys després els va ampliar a Geologia del Camp de mineria d'estany de Vegetable Creek, districte de Nova Anglaterra. A més del seu interès científic, aquest va ser valuós en relació amb les operacions mineres en aquest camp, de les quals es van obtenir unes 10.000.000 lliures d'estany. El 30 de juliol de 1885 es va casar amb Caroline (Cara) Mallett, la directora del Hurlstone Training College for Teachers, que havia viatjat a Austràlia en el mateix vaixell amb ell.
L'abril del 1886 va començar a estudiar els camps de carbó de Hunter Valley i a l'agost va descobrir els camps de carbó de South Maitland, que van produir més de 50.000.000 lliures de carbó fins a 1949. Els següents quatre anys els va passar a prop de Maitland, cartografiant les mines de carbó i informant al govern sobre altres qüestions de valor comercial. L'ajudant de David el 1890 va ser William Sutherland Dun.
El 1891 David va ser nomenat professor de geologia a la Universitat de Sydney, càrrec que va ocupar fins al 1924.
David no només era un bon científic, sinó molt culte, amb sentit de l'humor i molta il·lusió, i es va integrar ràpidament en la seva nova posició. El 1892 va ser president de la secció geològica de l'Associació Australasiana per a l'Avenç de la Ciència a la reunió de Hobart i va ocupar la mateixa posició a Brisbane el 1895.
El 1896 David va anar a l'atol Funafuti del Pacífic, com a part d'una expedició dirigida per William Sollas d'Oxford amb l'objectiu de resoldre la qüestió de la formació de l'atol. Hi havia defectes en la maquinària i van arribar només a uns 31 metres de profunditat. El 1897 David va dirigir una segona expedició, que va aconseguir arribar als 170 metres, després de la qual cosa va haver de tornar a Sydney. A continuació, va organitzar una tercera expedició el 1898 que, sota el lideratge del doctor Alfred Edmund Finckh, va tenir èxit en arribar als 340 metres. Els resultats van proporcionar suport per a l'obra de Charles Darwin L'estructura i distribució dels esculls de corall, i les expedicions el van donar a conèixer com a geòleg.
La reputació de David va anar creixent a Europa i el 1899 va ser guardonat amb la Medalla Bigsby per la Geological Society of London, i el 1900 va ser elegit Fellow of the Royal Society. De 1900 a 1907 va fer estudis de camp de glaciació a l'altiplà Kosciusko i de glaciació precambriana al sud d'Austràlia.
El 1904 David va ser elegit president de l'Associació Australasiana per a l'Avenç de la Ciència, que es va reunir a Dunedin, i el 1906 va assistir al Congrés Geològic Internacional celebrat a Mèxic. A la tornada a Austràlia, va poder veure el Gran Canyó del Colorado i estudiar l'efecte del terratrèmol de San Francisco.

## Exploració antàrtica

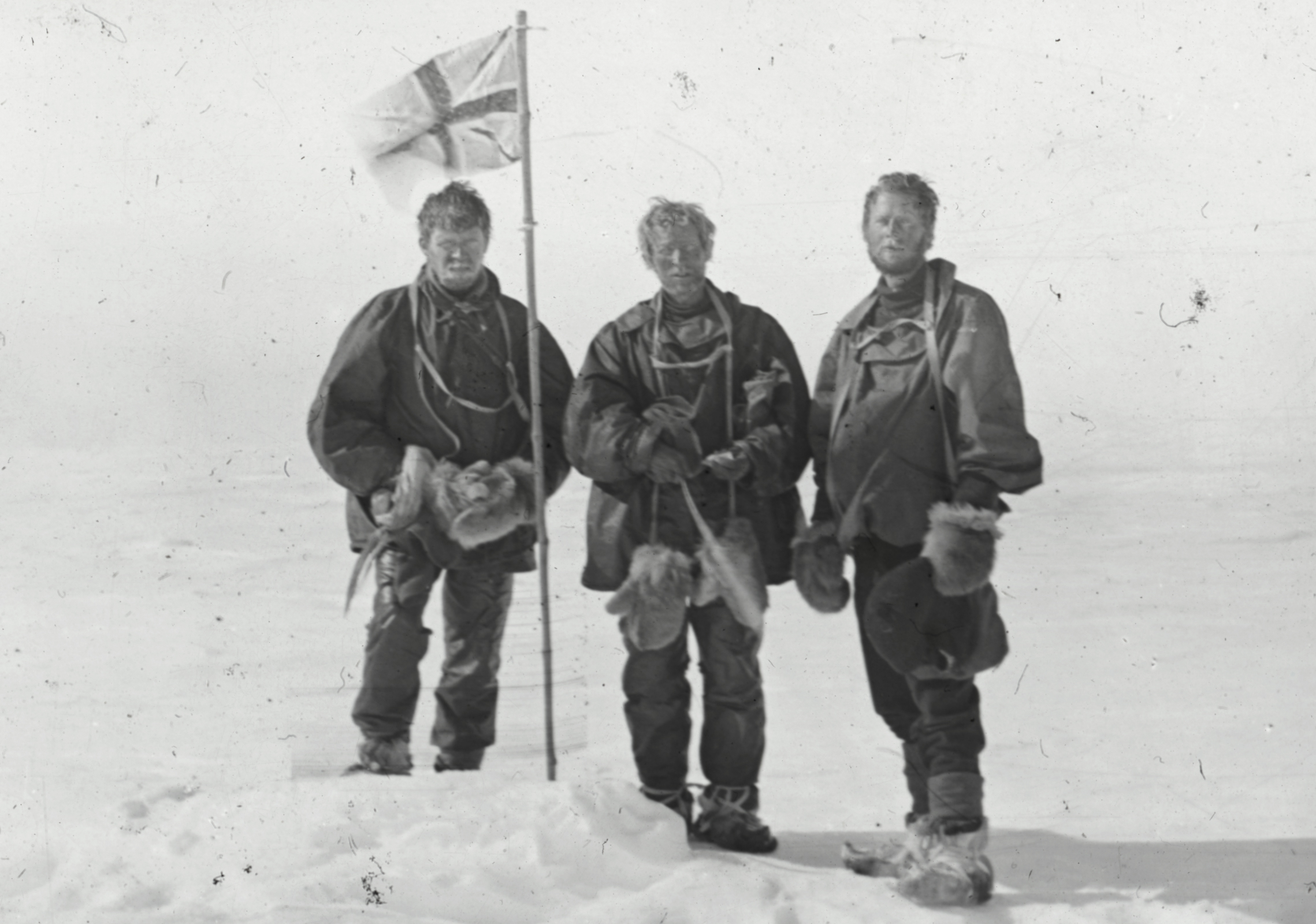
Mackay, David i Mawson aixequen la bandera al pol sud magnètic el 16 de gener de 1909

A mitjans de 1907 David va ser convidat a unir-se a l'expedició Nimrod de Shackleton a l'Antàrtida i el desembre va obtenir fons del govern australià per a l'expedició. El mateix mes, va marxar cap a Nova Zelanda amb Leo Cotton i Douglas Mawson, dos dels seus antics estudiants. David tenia gairebé 50 anys i tenia la intenció de quedar-se només fins a l'abril de 1908 però, en ruta cap a l'Antàrtida a dalt del vaixell Nimrod, va canviar els seus plans i va decidir quedar-se fins a la fi de l'expedició.
Del 5 a l'11 de març de 1908, David va dirigir la primera ascensió al Mont Erebus, l'únic volcà actiu a l'Antàrtida. David va dirigir el grup que va atacar el cim, format per Mawson, el doctor Alistair Mackay i ell mateix, i hi va haver un grup de suport de tres homes més que després es va decidir que també havia d'intentar arribar a la cimera. En això van tenir èxit malgrat una rufaga que va impedir el seu progrés durant un dia i una nit. Un membre del grup tenia els peus molt glaçats i va haver de ser abandonat al campament abans del tram final, però David i els altres quatre van arribar al cim i tota l'expedició va tornar a la base.
El 5 d'octubre de 1908 David va dirigir Mawson i Mackay en un intent d'arribar al pol sud magnètic. Durant deu setmanes els homes van seguir la costa cap al nord, complementant els seus queviures amb una dieta de foques i pingüins. Després van creuar la llengua de gel de Drygalski i es van dirigir cap a l'interior. Encara havien de enfrontar-se a un trajecte de tornada de 700 km i van establir un dipòsit que els permetés transferir part de la càrrega del seu trineu sobrecarregat. El 16 de gener de 1909 van arribar finalment al pol sud magnètic i van prendre possessió de la regió en nom de la Corona Britànica.
Edgeworth David havia estat nomenat líder de l'expedició per Shackleton, però a finals de gener els tres homes havien experimentat un deteriorament físic greu, i David era cada cop més incapaç de contribuir al grup. El 31 de gener, Mackay va exercir la seva autoritat com a metge del grup i va amenaçar el professor amb declarar-lo incapacitat, tret que cedís l'autoritat per escrit a Mawson. Mawson va prendre el comandament, escrivint al seu diari el 3 de febrer "el professor estava certament parcialment dement". Aquell dia, el grup va arribar a la línia de la costa amb un calendari perfecte, ja que en 24 hores van ser recollits pel Nimrod per al viatge de tornada a Cape Royds. Havien recorregut una distància de 1.260 milles, el trajecte de trineus més llarg i sense suport fins a mitjans de la dècada de 1980.
L'expedició de Shackleton va tornar a Nova Zelanda el 25 de març de 1909. Quan David va arribar a Sydney va rebre la medalla Mueller de l'Associació Australasiana per a l'Avenç de la Ciència (Australasian Association for the Advancement of Science).
A petició de Shackleton, David va fer una gira de conferències i va guanyar diners suficients per pagar les despeses de publicació dels dos volums sobre la geologia de l'expedició. També va escriure la seva "Narrativa del viatge magnètic dels pols", que va aparèixer al segon volum d'"El cor de l'Antàrtida" (The Heart of the Antarctic) de Shackleton. El 1910 se li va conferir la distinció Companion de l'Orde de Sant Miquel i Sant Jordi i, visitant Anglaterra en relació amb els resultats científics de l'expedició a l'Antàrtida, la Universitat d'Oxford li va lliurar el títol honorífic de doctor en ciències (Doctor of Science). El 1911–12 va proporcionar suport públic i pràctic a l'expedició antàrtica japonesa que estava hivernant a Sydney.
El 1913 va ser elegit per segona vegada president de l'Associació Australasiana per a l'Avenç de la Ciència i el 1926 va rebre la Medalla d'Or del Patronat de la Royal Geographic Society.